# Foresta monsonica

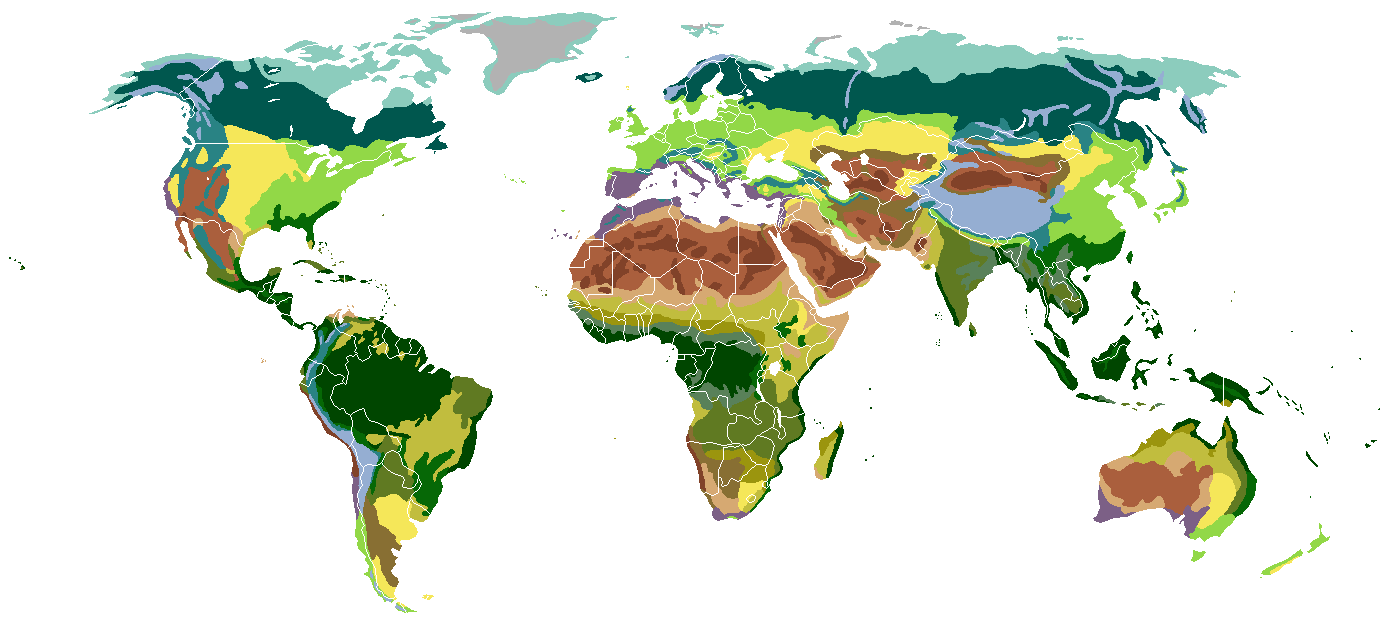

La foresta monsonica, in senso stretto, è un particolare tipo di foresta pluviale tropicale umida, fortemente caratterizzata dall'alternarsi di due stagioni: quella piovosa e quella secca. Si trova nei paesi dell'Asia che si affacciano nell'Oceano Indiano (sud-est asiatico).
Nella lista Global 200 del WWF questo bioma non è considerato in quanto tale, ma è inserito tra le foreste aride di latifoglie tropicali e subtropicali, insieme alla giungla. Nelle foreste aride di latifoglie tropicali e subtropicali sono inserite sia le foreste tropicali decidue (giungle), sia quelle semi-decidue e quelle sempreverdi in cui ci siano importanti variazioni stagionali di piovosità. La stagione siccitosa, infatti, in certi climi non riesce ad esaurire completamente le riserve d'acqua del suolo e gli alberi in questo caso possono rimanere sempreverdi.
Si trova in forma residuale principalmente in Asia (dall'India, allo Sri Lanka alla Cina), in Africa Orientale e Occidentale, in Australia nel Nord-est del Brasile. In questo tipo di foresta ci sono quattro stagioni. In inverno e in primavera il clima è caldo asciutto, perché i venti stagionali spirano verso l'oceano, mentre in estate e in autunno ci sono piogge torrenziali causate dai monsoni che spirano dall'oceano.
La foresta monsonica si trova nel Brasile meridionale, nell'Australia settentrionale, in India e in alcune zone dell'Asia meridionale, regioni caratterizzate da una stagione secca accentuata e da una altrettanto accentuata stagione delle piogge. Gli alberi sono piccoli, abbastanza distanziati e hanno radici profonde.

## Foresta monsonica e giungla
Prima del XX secolo, le espressioni "foresta pluviale", "foresta pluviale tropicale" e "foresta monsonica" non erano usate e al loro posto si usava il termine giungla. Il successo dei libri di Rudyard Kipling, Il libro della giungla e Il secondo libro della giungla, ed anche di quelli di Edgar Rice Burroughs ed Emilio Salgari, hanno reso oltremodo popolare questo termine, sia in senso proprio, sia in senso esteso. Successivamente, le avventure a fumetti dell'Uomo mascherato ne consolidarono la popolarità.

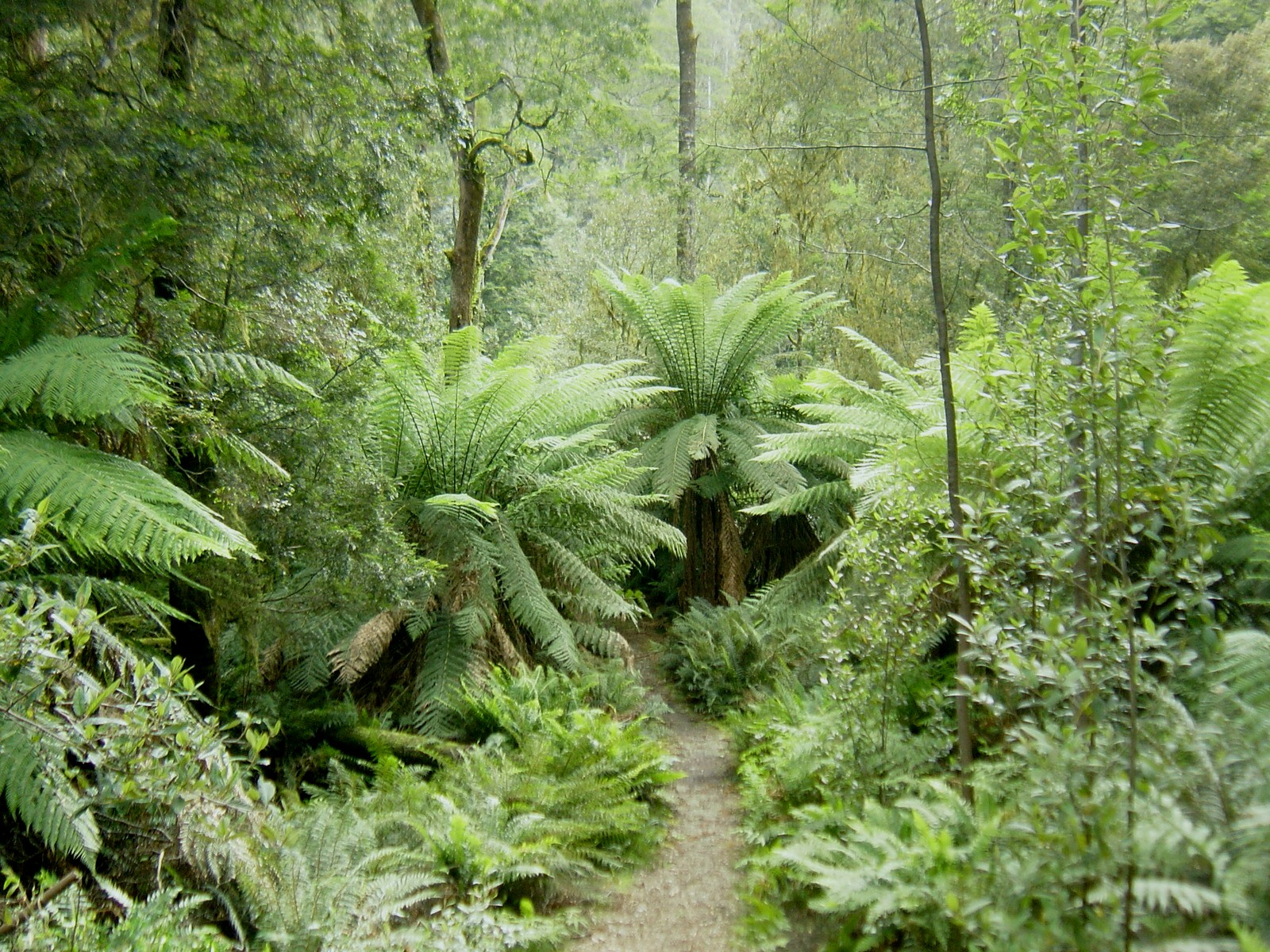

Fu nel 1898, con la pubblicazione del volume Geografia su base fisiologica, in cui il botanico ed ecologo tedesco Andreas Franz Wilhelm Schimper, che fu introdotta l'espressione "foresta pluviale", che poi gradatamente, nel corso dei decenni, si diffuse. Lo studioso, infatti, in questo testo, classificò per primo tutti i biomi terrestri del pianeta e per indicare le foreste che erano state sino ad allora chiamate genericamente "giungla" o "foresta vergine", coniò l'espressione "foresta pluviale", che nel giro di qualche decennio si impose a livello scientifico, e parzialmente anche popolare. Si cominciarono successivamente a distinguere, all'interno delle foreste pluviali, varie tipologie, tra cui quella di "foresta monsonica". Il termine "giungla", che era diventato troppo generico, cominciò allora a tornare al suo significato originario di foresta tipica delle regioni monsoniche, anche se a livello popolare questa accezione convive ancora con quella più generica di foresta pluviale.
Quando con l'espressione "foresta monsonica" si intende la "foresta tropicale decidua", essa è ancor oggi sinonimo di "giungla".